# 神津島村営バス
神津島村営バス（こうづしまそんえいバス）は、東京都神津島村が運行する自治体バス（コミュニティバス）。

## 運賃
大人200円、小学生100円（先払い・2扉車は前乗り中降り）、天上山6合目直行バスのみ大人500円、小学生300円。6歳未満の幼児、障害者手帳（1 - 3級）保有者は無料。
2022年7月1日よりRingo Pass（JR東日本と日立製作所による都市型MaaSアプリ）によるキャッシュレス乗車も実施されている。

## 路線
- 西海岸ルート：神津島港 － 特養ホーム － 温泉保養センター － 長浜海岸 － 赤崎遊歩道
- 内回りルート：神津島港 → 空港 → 多幸湾 → 天上山登山口（黒島・白島）→ 神津島港
- 外回りルート：神津島港 → 天上山登山口（黒島・白島） - 多幸湾 → 空港 → 神津島港
- 天上山6合目直行（季節運行）：神津島港 － 天上山6合目
- 夜間温泉巡回バス（季節運行）：神津島港 → 温泉保養センター → 神津島港 → 多幸湾キャンプ場 → 神津島港
- 大型船送迎バス：大型船発着港（神津島港・多幸湾）により運行ルートが異なる。

ダイヤは島への交通機関の発着状況によって調整しているため、長くとも数ヶ月ごとにダイヤが変わり、春～9月中旬までは西海岸ルートを中心に本数は多く、9月下旬以降～春頃までは本数が少なくなる。

## 車両

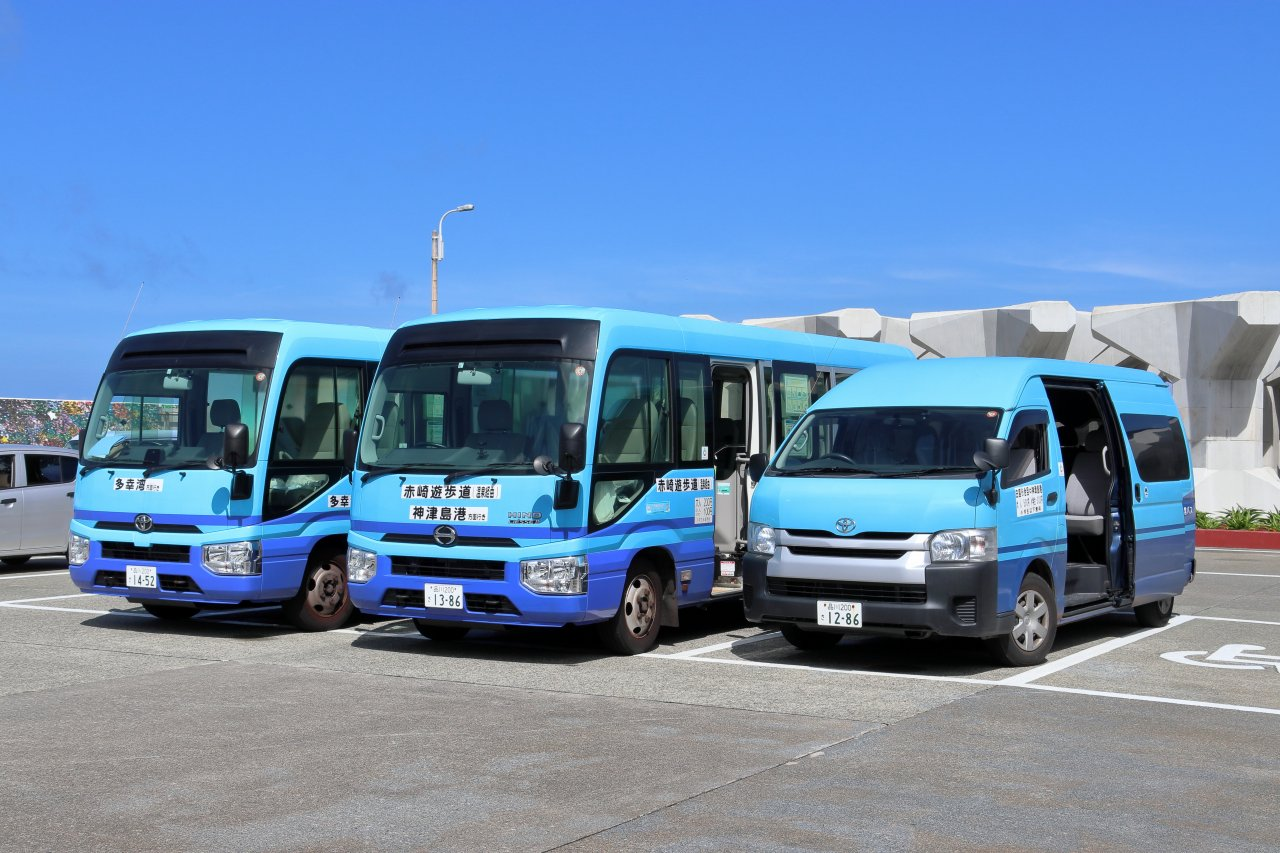
神津島村営バスのマイクロバス・ワゴン車（2022年8月・神津島港にて撮影）

2022年8月現在、中型バス2台（いすゞ・エルガミオ）・マイクロバス3台（トヨタ・コースターと日野・リエッセII）・ワゴン車1台（トヨタ・ハイエース コミューター）の6台が在籍しており、ハイシーズン時は主に西海岸ルートに中型バスが使用され、オフシーズン時はワゴン車とマイクロバスのみが使用されている。
過去には日野・リエッセや富士重工・7E（いすゞシャーシ・元新京成バス）なども存在していた。
カラーリングはともに水色と青色を配したデザインとなっており、中型バス1台は2022年7月15日より「ラブライブ!スーパースター!!」のラッピング仕様で運行されている。